# Pasodoble (pel·lícula)
Pasodoble és una pel·lícula espanyola en clau de comèdia dirigida el 1988 per José Luis García Sánchez, qui també n'és autor del guió juntament amb Rafael Azcona. Els dos protagonistes principals, Fernando Rey i Juan Diego foren candidats al Fotogramas de Plata 1988 al millor actor de cinema.

## Argument
Una família de gitanos, expulsada de la seva barraca, ocupa el museu cordovès on un dia va viure un príncep que, en la seva joventut, va ser amant de l'àvia. Els conservadors i administradors del museu, encapçalats per Nuño de Riomayor i ajudats per un parell d'inexperts policies assetgen als ocupes per a obligar-los a sortir.

## Repartiment
- Fernando Rey (don Nuño)
- Caroline Grimm (Makren)
- Juan Diego (Juan Luis)
- Antonio Resines (Topero)
- Cassen (Acacio)
- Mary Carmen Ramírez (Carmen)
- Kiti Mánver (Camila)
- Eva León
- Miguel Rellán (Velázquez)
- Antonio Gamero (Poli)
- Luis Ciges
- Pedro Reyes
- María Galiana
- Juan Luis Galiardo
- Antoñita Colomé (Maria)

## Palmarès cinematogràfic
III Premis Goya
| Categoria                    | Persona                                  | Resultat  |
| ---------------------------- | ---------------------------------------- | --------- |
| Millor guió original         | Rafael Azcona i José Luis García Sánchez | Candidats |
| Millor so                    | Daniel Goldstein i Ricardo Steinberg     | Candidats |
| Millor música                | Carmelo Bernaola                         | Guanyador |
| Millor direcció de producció | Marisol Carnicero                        | Candidat  |